# Blatnica
Blatnica (in ungherese Blatnica) è un comune della Slovacchia facente parte del distretto di Martin, nella regione di Žilina.
Ha dato i natali alla poetessa Maša Haľamová.